# Edmond Hyde Parker
Sir Edmond Hyde Parker (30. ledna 1868 – 19. srpna 1951) byl britský admirál ze starobylé rodiny s tradiční službou u Royal Navy. Za první světové války se zúčastnil bitvy u Jutska, poté působil na ministerstvu námořnictva a jako velitel záložního loďstva. V roce 1927 dosáhl hodnosti admirála.

## Životopis
Pocházel ze starobylé londýnské obchodnické rodiny, která od roku 1681 užívala titul baroneta. Z jeho předků vynikli ve službách Royal Navy admirálové Hyde Parker, Hyde Parker II. a Hyde Parker III. Narodil se do početné rodiny kapitána Sira Williama Parkera, 9. baroneta (1826–1891) jako osmé ze třinácti dětí. Jedna z jeho starších sester Margaret (1858–1932) byla snachou ministra financí a námořnictva G. W. Hunta. Studoval na námořní akademii a poté vstoupil do Royal Navy, již v roce 1891 byl poručíkem, v roce 1906 dosáhl hodnosti kapitána a sloužil u Home Fleet v Devonportu. Za první světové války se zúčastnil bitvy u Jutska, v roce 1917 byl jmenován kontradmirálem a námořním pobočníkem krále Jiřího V. a jako nositel Řádu lázně byl v roce 1918 povýšen do šlechtického stavu. V letech 1918–1921 působil na mobilizačním odboru Admirality, v letech 1922–1923 zastával funkci velitele záložního loďstva a v roce 1923 dosáhl hodnosti viceadmirála, téhož roku odešel do penze. Mimo aktivní službu byl v roce 1927 povýšen na admirála, poté žil v soukromí. Během první světové války získal v Rusku Řád sv. Anny.
Současným představitelem rodu je jeho prasynovec Sir Richard William Hyde–Parker, 12. baronet (*1937), který sídlí na zámku Melford Hall (Suffolk).